# Réservoir de carburant auto-obturant

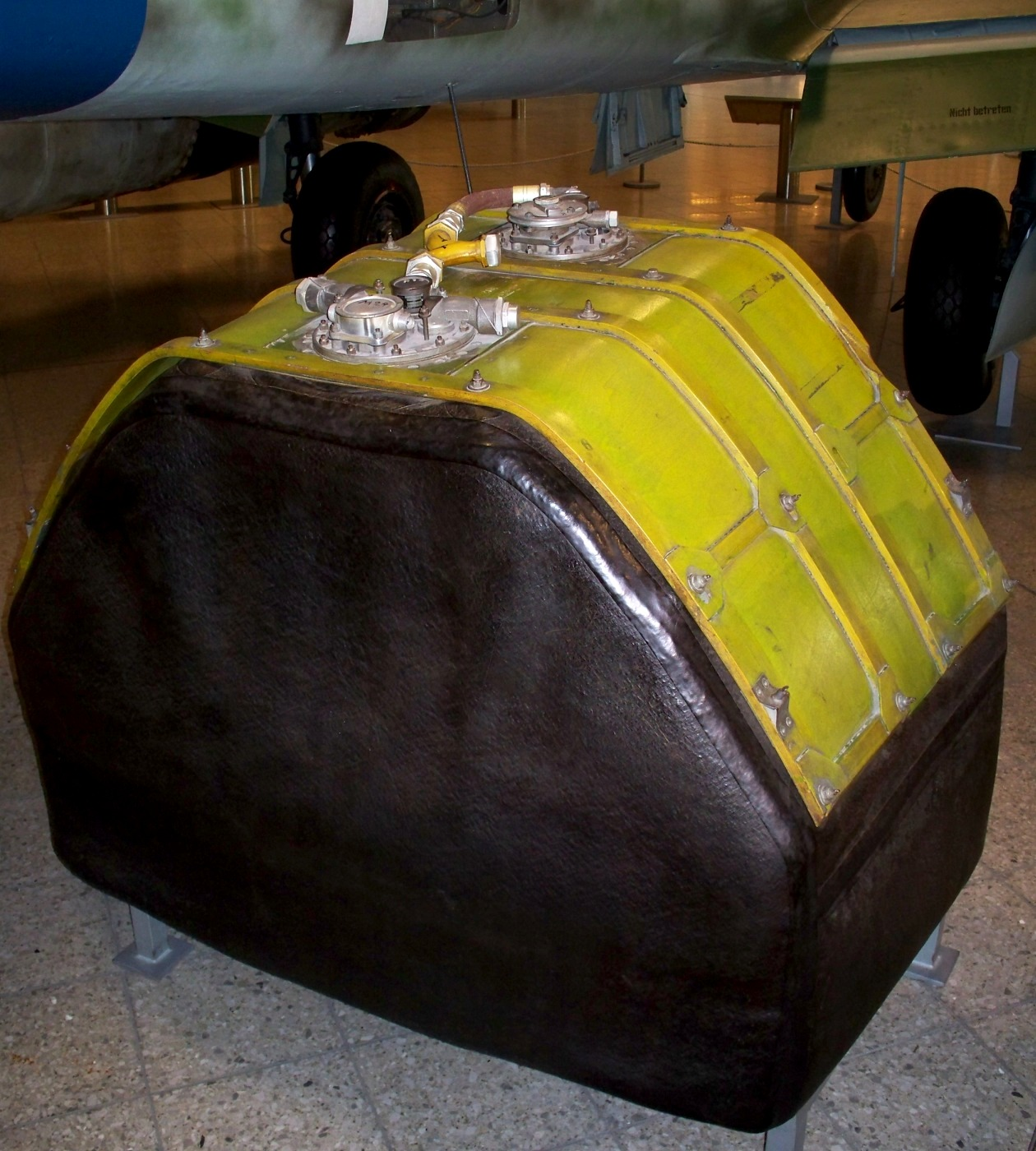
Réservoir auto-obturant d'un Messerschmitt Me 262 exposé dans un musée.

Un réservoir de carburant auto-obturant est un type réservoir de carburant dont la technologie l'empêche de fuir, et donc de provoquer un incendie, après un endommagement.

## Historique
Un premier brevet est déposé le 7 février 1917 aux États-Unis mais a été gardé secret par la Federal Trade Commission. Le United States Patent and Trademark Office le publiera finalement le 9 août 1921. Les réservoirs auto-obturants commencent à se généraliser dans les années 1930 
Howard Hughes  utilisa du néoprène pour auto-sceller les réservoirs du Lockheed L-14 Super Electra New York World’s Fair of 1939 qu'il utilisa pour son tour du monde en juillet 1938.
Ce dispositif s'impose parmi tous les belligérants de la Seconde Guerre mondiale.
En 1942, Fireproof Tanks mit au point son premier réservoir extérieur auto-obturant souple, qui permit d’accroitre le rayon d'action d'avions comme le Supermarine Spitfire Mk IX ; il était constitué d'un matériau sandwich contenant une couche de caoutchouc et emportait le moins de coutures possibles pour minimiser les risques de fuite.

## Caractéristiques
Cette étanchéité du réservoir est faite par deux couches de caoutchouc, l'une vulcanisée et l'autre non traitée, qui peuvent absorber le carburant et devenir élastiques en s'humidifiant. Quand le réservoir de carburant est percé, le carburant se répand dans les couches, ce qui provoque le gonflement de la couche non traitée, scellant ainsi le trou.

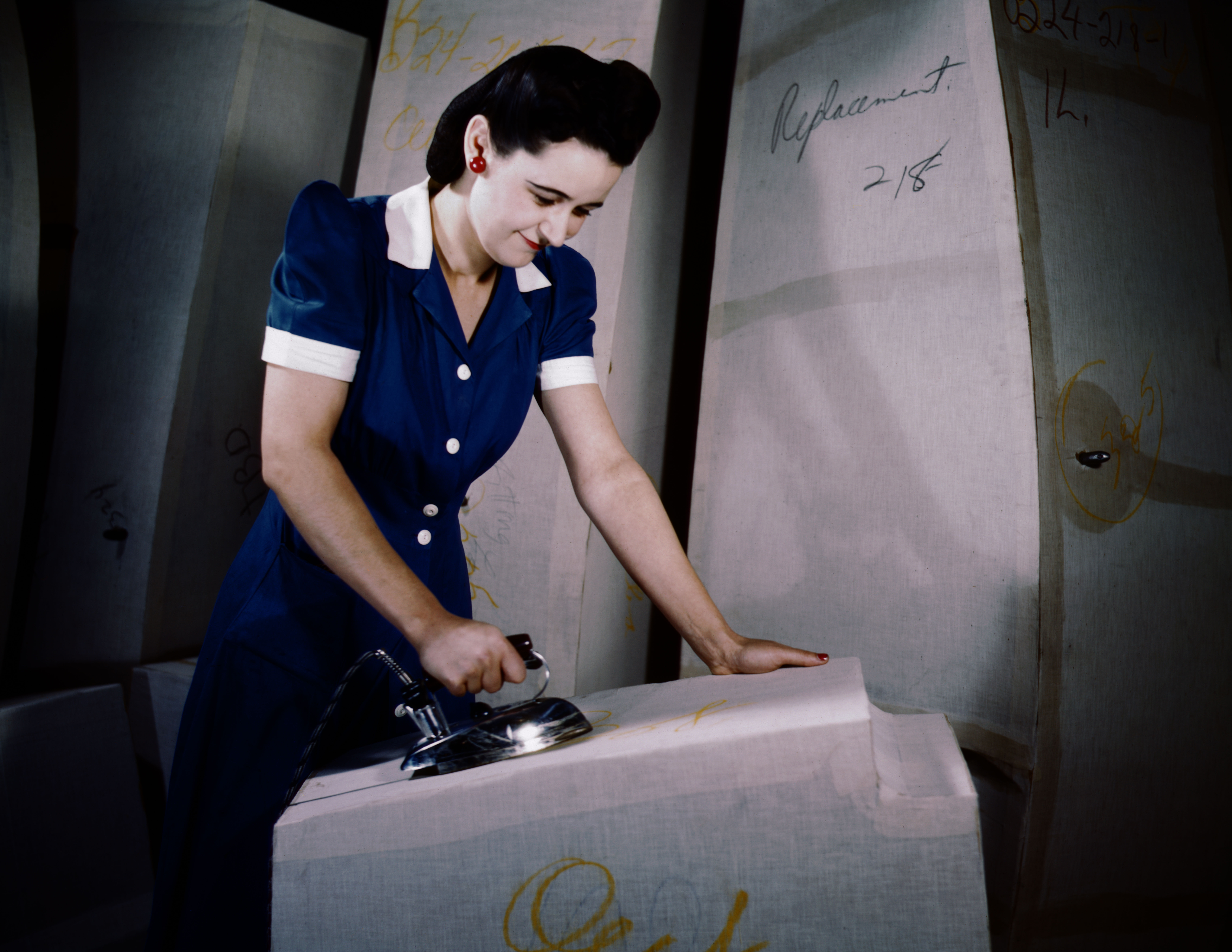
Production d'un réservoir de carburant auto-obturant à l'usine de caoutchouc Goodyear à Akron dans l'Ohio (décembre 1941) ; photographe : Alfred T. Palmer pour la promotion du Victory Program.